# ピカピカナース物語 小児科はいつも大騒ぎ
『ピカピカナース物語 小児科はいつも大騒ぎ』（ピカピカナースものがたり しょうにかはいつもおおさわぎ）は、日本コロムビアより2016年11月10日に発売されたニンテンドー3DSゲーム用ソフト。『ピカピカナース物語』シリーズの3作目。2020年4月2日には、Nintendo Switch版となる『ピカピカナース物語 小児科はいつも大騒ぎ for Nintendo Switch』が発売された。

## 登場人物
主人公
新人ナース。キャラクターメイク可能。
みれい先生
病院の院長。
かすみ
主人公の後輩。
つばさ
主人公の先輩。
こうき先生
病院の医者。
ゆう
保育士。
すず
赤ちゃん。
さとみ
入院患者。
たいち
入院患者。
あい
入院患者。
まさひろ
入院患者。